# Лорійні
Ло́рійні, або Ло́рієві (Loriinae) — підродина папугових. Деякі систематики виділяють в окрему родину Loriidae.

## Зовнішній вигляд
Маленькі, яскраво забарвлені в усі кольори веселки, деревні папуги.

## Поширення
Мешкають в Австралії, на Нової Гвінеї, сході Індонезії та Філіппінах.

## Спосіб життя
Живляться переважно пилком і нектаром (приблизно від 5000 різновидів квіток), а також м'якими, соковитими плодами. Язик у них закінчується щіточкою з рогових сосочків. З їх допомогою птахи висмоктують сік з плодів і нектар з квітів.

## Розмноження
Гніздяться в дуплах дерев, кілька видів — у термітниках.

## Класифікація
Підродина ділиться на 14 родів, що охоплює 62 види.
- Підродина Loriinae — лорійні
  - Триба Loriini
    - Рід Chalcopsitta — новогвінейський лорі
    - Рід Charmosyna — червоно-зелений лорікет
    - Рід Eos — червоний лорі
    - Рід Glossopsitta — лорікет-нектароїд
    - Рід Lorius — лорі
    - Рід Neopsittacus — лорі-гуа
    - Рід Oreopsittacus — гірський лорі
    - Рід Phigys — лорі-самітник
    - Рід Pseudeos — моренговий лорі
    - Рід Trichoglossus — лорікет
    - Рід Vini — лорі-віні

  - Триба Melopsittacini
    - Рід Melopsittacus — хвилястий папужка

  - Триба Cyclopsittini
    - Рід Cyclopsitta — новогвінейський папужка
    - Рід Psittaculirostris — новогвінейський папуга

## Галерея

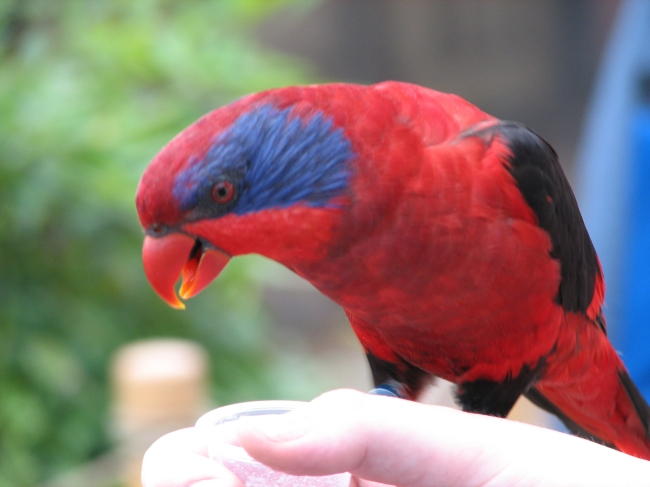
Eos cyanogenia
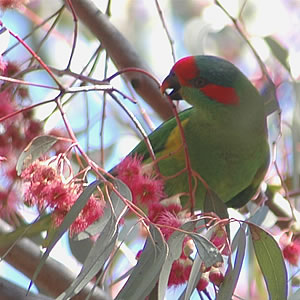
Glossopsitta concinna
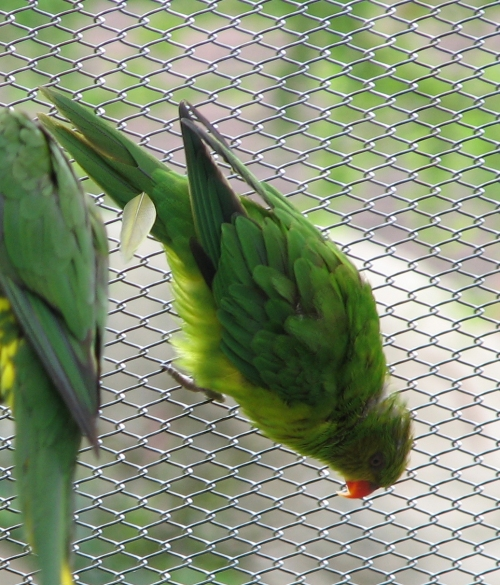
Trichoglossus euteles
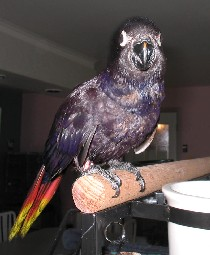
Chalcopsitta atra
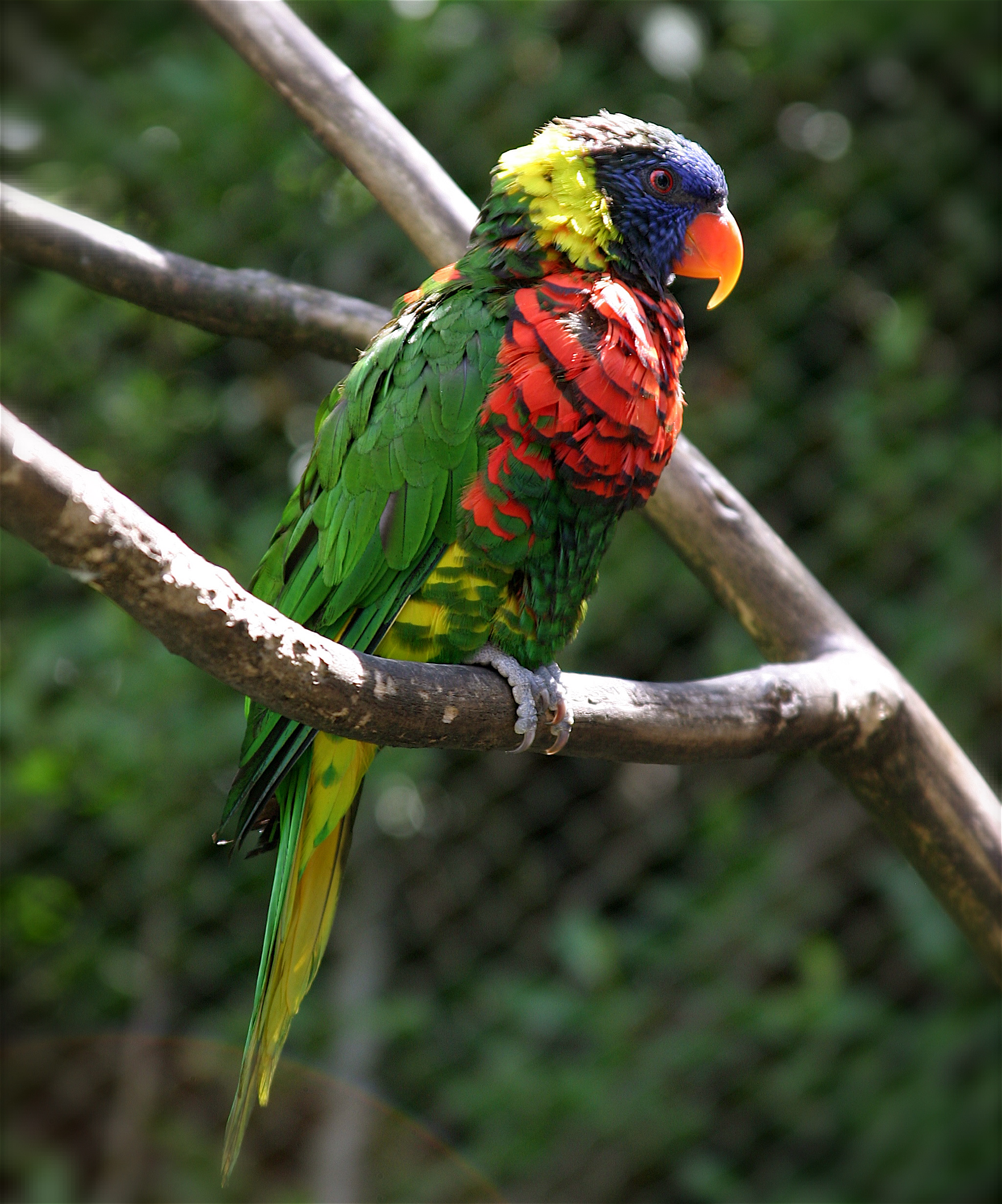
Trichoglossus haematodus